# Carlos Alberto de Souza Barros
Carlos Alberto de Souza Barros (São Paulo, 1927 — 25 de fevereiro de 2002) foi um roteirista, ator e diretor de cinema brasileiro.

## Filmografia
- Rua sem Sol (1954) [roteirista]
- Osso, Amor e Papagaios (1957) [roteirista, diretor]
- O Cantor e o Milionário (1958) [ator].... apresentador da boate]
- Fronteiras do Inferno (1959) [roteirista]
- Chofer de Praça (1959) [roteirista]
- Moral em Concordata (1959) [roteirista]
- Freddy - Weit ist der Weg (1960) [roteirista, com Kurt Nachmann][1]
- América de Noite (1961) [diretor]
- Amor e Desamor (1966) [roteirista]
- O Mundo Alegre de Helô (1967) [roteirista, diretor]
- Jerry - A Grande Parada (1967) [roteirista, diretor]
- Em Busca do Tesouro (1967) [roteirista, diretor]
- Edu, Coração de Ouro (1968) [ator].... Armando
- Dois na Lona (1968) [roteirista, ator, diretor]
- O Donzelo (1970) [ator]
- Vale do Canaã (1971) [roteirista, ator]
- Edy Sexy, o Agente Positivo (1971) [roteirista]
- Os Devassos (1971) [roteirista, ator, diretor]
- Os Machões (1972) [ator]
- A Filha de Madame Betina (1973) [ator]
- As Alegres Vigaristas (1974) [roteirista, diretor]
- Um Soutien Para Papai (1975) [roteirista, ator, diretor]
- O Varão de Ipanema (1976) [ator]
- Gordos e Magros (1976) [ator]
- O Flagrante (1976) [ator]
- Um Marido Contagiante (1977) [roteirista, ator, diretor]
- Esse Rio Muito Louco (1977) [ator]
- Eu Matei Lúcio Flávio (1979) [ator]
- O Caso Cláudia (1979) [ator]